# Lev Perovski
El conde Lev Alekseyevich von Perovski (en ruso: Лев Алексе́евич Перо́вский, también transliterado como Perofsky, Perovskii, Perovskiy, Perovsky, Perowski, y Perowsky; también se le atribuye como L. A. Perovski) (9 de septiembre de 1792 – 21 de noviembre de 1856) fue un ruso noble y mineralogista quien también se desempeñó como Ministro de Asuntos Internos bajo Nicolás I de Rusia.
En 1845, propuso la creación de la Sociedad Geográfica rusa.
El mineral perovskita fue bautizado en su honor.